# Mojang Studios
Mojang Studios is een Zweedse computerspelontwikkelaar gevestigd in Stockholm. Het bedrijf werd in mei 2009 opgericht onder de naam Mojang Specifications door Markus Persson. Op 15 september 2014 maakte Microsoft bekend Mojang voor 2,5 miljard dollar (omgerekend ongeveer 1,94 miljard euro) over te nemen. Mojang is het bekendst van de ontwikkeling van Minecraft, een van de bestverkopende computerspellen aller tijden.
In mei 2020 kondigde Mojang aan hun naam te veranderen naar 'Mojang Studios'.

## Spellen
| Titel               | Release                     | Platform |
| ------------------- | --------------------------- | --- |
| Minecraft           | 2011 (pc, volledige versie) | Java (Windows, Mac en Linux), iOS (iPhone/iPod touch/iPad), Android (eind 2011), Windows Phone, Xbox 360 (9 mei 2012), PlayStation 3 (18 december 2013), PlayStation Vita, Xbox One, PlayStation 4, Wii U (eind 2015), Nintendo Switch |
| Caller's Bane       | 2014                        | Android, macOS, Windows |
| Crown and Council   | 2016                        | Linux, macOS, Windows |
| Minecraft Earth     | 2019                        | iOS, Android |
| Minecraft: Dungeons | 2020                        | Windows, Xbox One, PlayStation 4, Nintendo Switch |
| Minecraft Legends   | 2023                        | Windows 10/11, Xbox One, Xbox Series S/X, PS4, PS5 & Nintendo Switch |